# (20873) Evanfrank
(20873) Evanfrank est un astéroïde de la ceinture principale d'astéroïdes.

## Description
(20873) Evanfrank est un astéroïde de la ceinture principale d'astéroïdes. Il fut découvert le 2 novembre 2000 à Socorro (Nouveau-Mexique) par le projet LINEAR. Il présente une orbite caractérisée par un demi-grand axe de 2,43 UA, une excentricité de 0,15 et une inclinaison de 7,9° par rapport à l'écliptique.

## Compléments